# Торговый блок
Торго́вый блок — группа стран, которые снизили или сняли торговые барьеры для членов блока. Для формирования торгового блока страны заключают международные договоры. Существуют разные по степени экономической интеграции торговые блоки:
1. Зона свободной торговли
2. Таможенный союз
3. Общий рынок.

## Активные торговые блоки

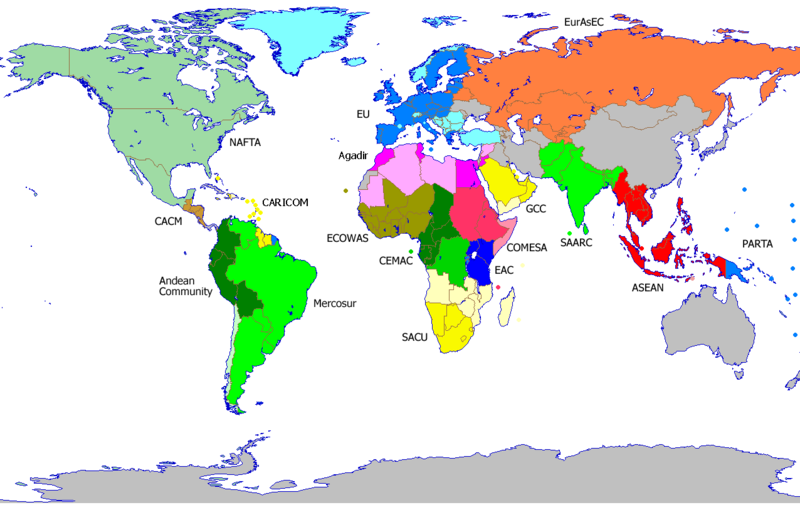
Активные торговые блоки

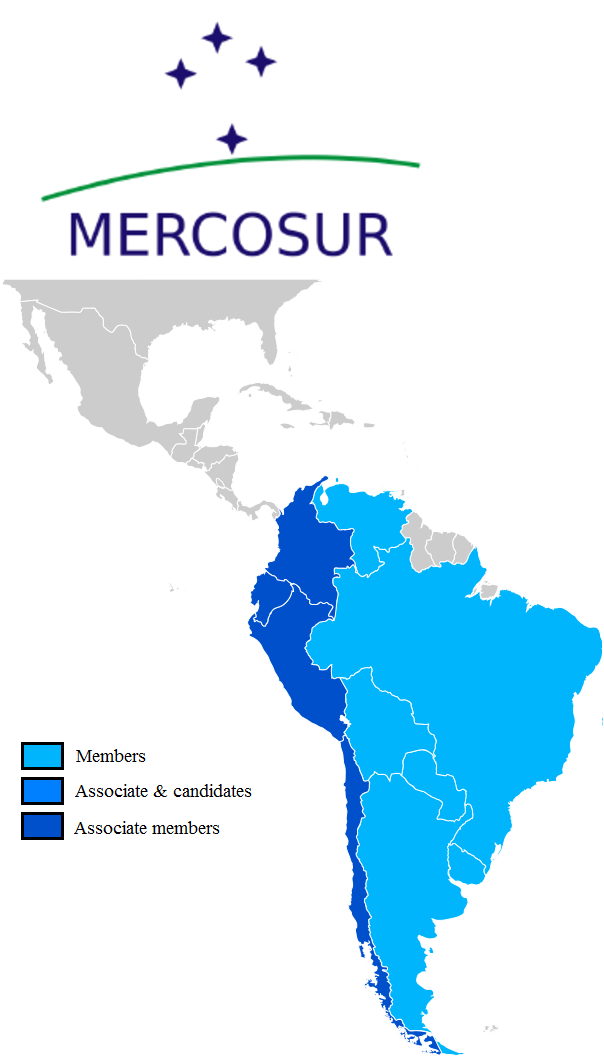
Меркосур

Ряд стран входят в два или более различных торговых блоков. Для того чтобы избежать дублирования при классификации торговых блоков, эти страны относят только к одному из наиболее активных торговых блоков. «Активность» блоков оценивается по следующим трём критериям:
- Наличие значительных практических достижений (не только декларации не поддерживаемые реальными действиями членов блока)
- Наличие недавней (или регулярной) деятельности (встречи, новые соглашения, проведение внутренних процедур)
- Наличие амбициозных планов на будущую экономическую интеграцию и четкие сжатые сроки её осуществления.

Некоторые цвета на карте используются несколько раз для различных блоков. Более тёмный цвет означает полный член; более светлый — ассоциированный участник, наблюдатель, будущий участник, кандидат или подобный статус.